# Butterflies (BUMP OF CHICKENのアルバム)
『Butterflies』（バタフライズ）は、BUMP OF CHICKENのメジャー6作目（通算8作目）のオリジナルアルバム。2016年2月10日にトイズファクトリーから発売された。

## 概要
前作『RAY』から約1年11ヶ月ぶりにリリースされたオリジナルアルバムで、前作とのリリース間隔が2年を切ったのはオリジナル盤ではメジャー・デビュー後初となった（オリジナルアルバムと編集盤では間隔が2年を切った例がある）。
結成20周年記念日となる2月11日の前日に発売され、急ピッチでレコーディングされた作品となっている。通常盤のほか、DVDが付属した初回限定盤A、Blu-rayが付属した初回限定盤Bの3形態で発売された。
BUMP OF CHICKENにとっては、平成最後のアルバムとなる。

## チャート成績
2月9日付オリコンデイリーアルバムチャートにて104,224枚を売り上げ1位を獲得。
2月22日付オリコン週間アルバムチャートで初動197,160枚を売り上げ、1位を獲得した。アルバム首位は今作で6作目で、4作連続となった。また、Billboard Japan Top Albums Sales，Billboard Japan Hot Albumsでも1位を獲得した。さらに2016年2月度のオリコン月間アルバムチャートで1位を獲得。アルバムでの月間1位獲得は今作が初である。

## 収録内容

### Disc 1: CD
| 全作詞・作曲: 藤原基央、全編曲: BUMP OF CHICKEN。 |                    |          |            |      |
| #                                                 | タイトル           | 作詞     | 作曲・編曲 | 時間 |
| 1.                                                | 「GO」             | 藤原基央 | 藤原基央   | 6:01 |
| 2.                                                | 「Hello,world!」   | 藤原基央 | 藤原基央   | 4:08 |
| 3.                                                | 「Butterfly」      | 藤原基央 | 藤原基央   | 5:57 |
| 4.                                                | 「流星群」         | 藤原基央 | 藤原基央   | 6:47 |
| 5.                                                | 「宝石になった日」 | 藤原基央 | 藤原基央   | 4:57 |
| 6.                                                | 「コロニー」       | 藤原基央 | 藤原基央   | 5:16 |
| 7.                                                | 「パレード」       | 藤原基央 | 藤原基央   | 3:54 |
| 8.                                                | 「大我慢大会」     | 藤原基央 | 藤原基央   | 4:06 |
| 9.                                                | 「孤独の合唱」     | 藤原基央 | 藤原基央   | 4:54 |
| 10.                                               | 「You were here」  | 藤原基央 | 藤原基央   | 5:24 |
| 11.                                               | 「ファイター」     | 藤原基央 | 藤原基央   | 5:37 |
| 合計時間:                                         | 合計時間:          | 57:01    |            |      |

| 全作詞・作曲: BUMP OF CHICKEN。 |             |                 |                 |
| #                               | タイトル    | 作詞            | 作曲・編曲      |
| 1.                              | 「TO.I.KI」 | BUMP OF CHICKEN | BUMP OF CHICKEN |

### Disc2: DVD（初回限定盤A）／Blu-ray（初回限定盤B）
- 2015年8月4日に横浜アリーナにて開催された24thシングル「Hello,world!/コロニー」の発売記念ライブの模様を全編収録。DVD（A）とBlu-ray（B）で内容は同一。隠し映像は収録されていない。

| #   | タイトル                                                          | 作詞 | 作曲・編曲 |
| --- | ----------------------------------------------------------------- | ---- | ---------- |
| 1.  | 「You were here」(Music Video)                                    |      |            |
| 2.  | 「ファイター」(Music Video)                                       |      |            |
| 3.  | 「パレード」(Music Video)                                         |      |            |
| 4.  | 「Hello,world!」(Music Video)                                     |      |            |
| 5.  | 「コロニー」(Music Video)                                         |      |            |
| 6.  | 「パレード」(Special Live 2015 at Yokohama Arena)                 |      |            |
| 7.  | 「Hello,world!」(Special Live 2015 at Yokohama Arena)             |      |            |
| 8.  | 「ハンマーソングと痛みの塔」(Special Live 2015 at Yokohama Arena) |      |            |
| 9.  | 「才悩人応援歌」(Special Live 2015 at Yokohama Arena)             |      |            |
| 10. | 「morning glow」(Special Live 2015 at Yokohama Arena)             |      |            |
| 11. | 「ファイター」(Special Live 2015 at Yokohama Arena)               |      |            |
| 12. | 「太陽」(Special Live 2015 at Yokohama Arena)                     |      |            |
| 13. | 「ギルド」(Special Live 2015 at Yokohama Arena)                   |      |            |
| 14. | 「ハルジオン」(Special Live 2015 at Yokohama Arena)               |      |            |
| 15. | 「embrace」(Special Live 2015 at Yokohama Arena)                  |      |            |
| 16. | 「虹を待つ人」(Special Live 2015 at Yokohama Arena)               |      |            |
| 17. | 「乗車権」(Special Live 2015 at Yokohama Arena)                   |      |            |
| 18. | 「supernova」(Special Live 2015 at Yokohama Arena)                |      |            |
| 19. | 「ガラスのブルース」(Special Live 2015 at Yokohama Arena)         |      |            |
| 20. | 「ray」(Special Live 2015 at Yokohama Arena)                      |      |            |
| 21. | 「コロニー（EN）」(Special Live 2015 at Yokohama Arena)           |      |            |
| 22. | 「メーデー（EN）」(Special Live 2015 at Yokohama Arena)           |      |            |

## 楽曲解説
1. GO
発売後にソーシャルゲーム「グランブルーファンタジー」のテレビCM「Go into the blue」篇CMソング、及び、同ゲームを原作としたTVアニメ「GRANBLUE FANTASY The Animation」のオープニング・テーマに起用された。
直井が夢で見たエピソードが元となってこのタイトルに決まった。
アルバムの曲順はスタッフが仮で組んだものが元となっているが、メンバーはこの曲が1曲目に来たことを大いに納得している。
「宝石になった日」とともに、2016年2月8日放送の「SCHOOL OF LOCK!」で初オンエアされた。
2016年12月7日にライブ映像が公開された。その後、東市篤憲監督によってミュージックビデオが製作され、2016年12月28日にバンドのYouTube公式チャンネルにて公開された。
2. Hello,world!
24thシングル「Hello,world!/コロニー」1曲目。
3. Butterfly
本作のリード曲で、既発曲を除き最初に書かれた楽曲。
BUMP OF CHICKENとしては珍しくEDM調の楽曲であるが、メンバーは「バンドだからこそできた、今までで最もバンドらしい曲」と語っている。この曲調は藤原曰く初めから流行に合わせて取り入れたわけではなく、もっとも良いアレンジを重ねた結果であるとしている。
曲中でリフレインするシーケンサーのフレーズをどうしても入れたかったといい、レコーディングではこれをプロデューサー（MORと思われる）が演奏した。
増川はこの楽曲を「肉体の限界を超えた曲」と評しており、恐らく自身が演奏したフレーズのタイム感や音符の長さに気を配ったためと思われる。なおこの楽曲で増川が演奏するフレーズはライブでも2パターンしかない[3]。
2015年12月31日に出演した『COUNTDOWN JAPAN 15/16』で初披露され、本作のリリースに先駆けて、2016年1月21日の『SCHOOL OF LOCK!』で初オンエアされた。また、東市篤憲を監督に迎えて制作されたミュージックビデオが、同年1月27日にYouTubeの公式チャンネルにて公開され、同日にiTunes Store等の各音楽配信サイトにて先行配信された。
ライブバージョンが存在する。原曲のアウトロの後も演奏を続けるというアレンジで、2016年のツアー「BFLY」、2019年のツアー「aurora ark」で披露されている。
4. 流星群
本作収録曲の中で最後に書かれた楽曲で、2015年8月に制作された。制作期間の中で流星群を見たという影響もあり、このタイトルに決まったという[3]。
バラード調の曲で、コーラス（すべて藤原の声）の後ろ側でパッドを用いたジェットサウンドが流れている。
藤原がマニピュレーターに曲の終盤のアレンジについて、すべての楽器を「8回表打ち」で揃えるよう伝えたところ、「8小節分表打ち」になっていた。しかし、それを気に入った藤原がメンバーにそのまま聴いてもらったところ、3人にも好評だったためそのまま採用された[3]。
ライブで演奏される際には、オリジナル音源では歌詞のない後奏部分に藤原が歌詞を追加して歌うことがある。2016年5月22日に開催されたツアー「BFLY」の福岡ヤフオク!ドーム公演や2018年2月11日に開催されたツアー「PATHFINDER」のさいたまスーパーアリーナ公演でも同様に演奏され、それぞれ映像作品『BUMP OF CHICKEN STADIUM TOUR 2016 "BFLY" NISSAN STADIUM 2016/7/16,17』の初回限定盤、『BUMP OF CHICKEN TOUR 2017-2018 PATHFINDER SAITAMA SUPER ARENA』で確認することができる。
2019年発表のアルバム『aurora arc』には、「流れ星の正体」が収録されているが、こちらは藤原が雑誌で連載していたコーナーが終了するにあたって制作した楽曲であり、「流星群」とは直接的な関連性はないものと思われる。
5. 宝石になった日
発売後にカルピス「カルピスウォーター」のCMソングに起用された。音楽配信・着うた系を除く一般企業とのCMタイアップは「涙のふるさと」以来約10年ぶりとなる。
「GO」とともに、2016年2月8日放送の『SCHOOL OF LOCK!』で初オンエアされた。
メンバーは「ストレートに熱い曲にせず、打ち込みなどの新しい表現方法があったからこそ出来上がった曲」と語っている。なおこの曲にはギターのコードストロークは一切存在しない[3]。
ミュージックビデオが制作され、本作発売から約4ヶ月後の2016年6月17日にバンドのYouTube公式チャンネルにて公開された。ビデオには2016年4月にスタートしたスタジアムツアー『BFLY』の映像が使われている。
6. コロニー
24thシングル「Hello,world!/コロニー」2曲目。シングルリリース後の、2015年8月に開催された「Special Live 2015」で初披露されたが、本作リリース後のアルバムツアー「BFLY」では演奏されなかった。
7. パレード
5th配信限定シングル。
8. 大我慢大会
リズム感のある楽曲だが音数は少なく、メンバーは「最小限の音で最大限の効果を発揮した楽曲」と語っている。
曲の終盤で復唱するコーラスが登場するが、デモテープの段階では藤原が意図的にコーラスを使わなかった。しかし、藤原がプロデューサーとの話し合いの中で思いついたことを取り入れようと考え、最終的にコーラスが取り入れられた[3]。なおコーラスはすべて藤原の声。
9. 孤独の合唱
2015年7月に制作された楽曲。
イントロのフレーズは、バンジョーやブズーキ、マンドリンなどの楽器で演奏している。リズムトラックはグランカッサ、ロータムなどを演奏してループのフレーズを作り、それらを打ち込む形で構築した[3]。
コーラスは藤原以外のメンバーで録音したもの。
10. You were here
3rd配信限定シングル。「コロニー」同様、アルバムツアー「BFLY」では演奏されなかった。
のちに2017年から2018年にかけて行われたツアー「PATHFINDER」ではアリーナ会場の全公演で演奏された。
11. ファイター
4th配信限定シングル。

- 隠しトラックに「TO.I.KI」（作詞・作曲：BUMP OF CHICKEN）が収録されている。打ち込みが多く用いられており、序盤と中盤に流れる呪文のような歌詞は、逆再生をすることによって内容が聞き取ることができる。最初は無音だが、8分20秒ごろから曲が始まる。また、曲が終了したあとも2分25秒の空白がある。

## LIVE
このアルバムを引っ提げて2016年4月9日から7月17日にかけて、バンド初のスタジアムツアー『BFLY』（バタフライ）を開催した。日程は以下の通り。ツアーファイナルの日産スタジアム公演の模様は、「BUMP OF CHICKEN STADIUM TOUR 2016 "BFLY" NISSAN STADIUM 2016/7/16,17」として2016年12月21日にリリースされた。
| 公演日        | 会場                                 |
| ------------- | ------------------------------------ |
| 4月9日・10日  | 大阪ドーム（京セラドーム大阪）       |
| 5月8日        | ナゴヤドーム                         |
| 5月22日       | 福岡ドーム（福岡ヤフオク!ドーム）    |
| 7月16日・17日 | 横浜国際総合競技場（日産スタジアム） |

## チャート
| チャート（2016年）              | 最高 順位 |
| ------------------------------- | --------- |
| Billboard Japan Hot Albums      | 1         |
| Billboard Japan Top Album Sales | 1         |
| オリコン週間アルバムチャート    | 1         |

| チャート（2016年）           | 順位 |
| ---------------------------- | ---- |
| Billboard Japan Hot Albums   | 10   |
| オリコン年間アルバムチャート | 14   |

## 認定とセールス
| 国/地域                                             | 認定     | 認定/売上数                       |
| --------------------------------------------------- | -------- | --------------------------------- |
| 日本 (RIAJ)                                         | プラチナ | 286,000（フィジカルCD) (オリコン) |
| * 認定のみに基づく売上数 ^ 認定のみに基づく出荷枚数 |          |                                   |